# حديقة وارنر برذرز

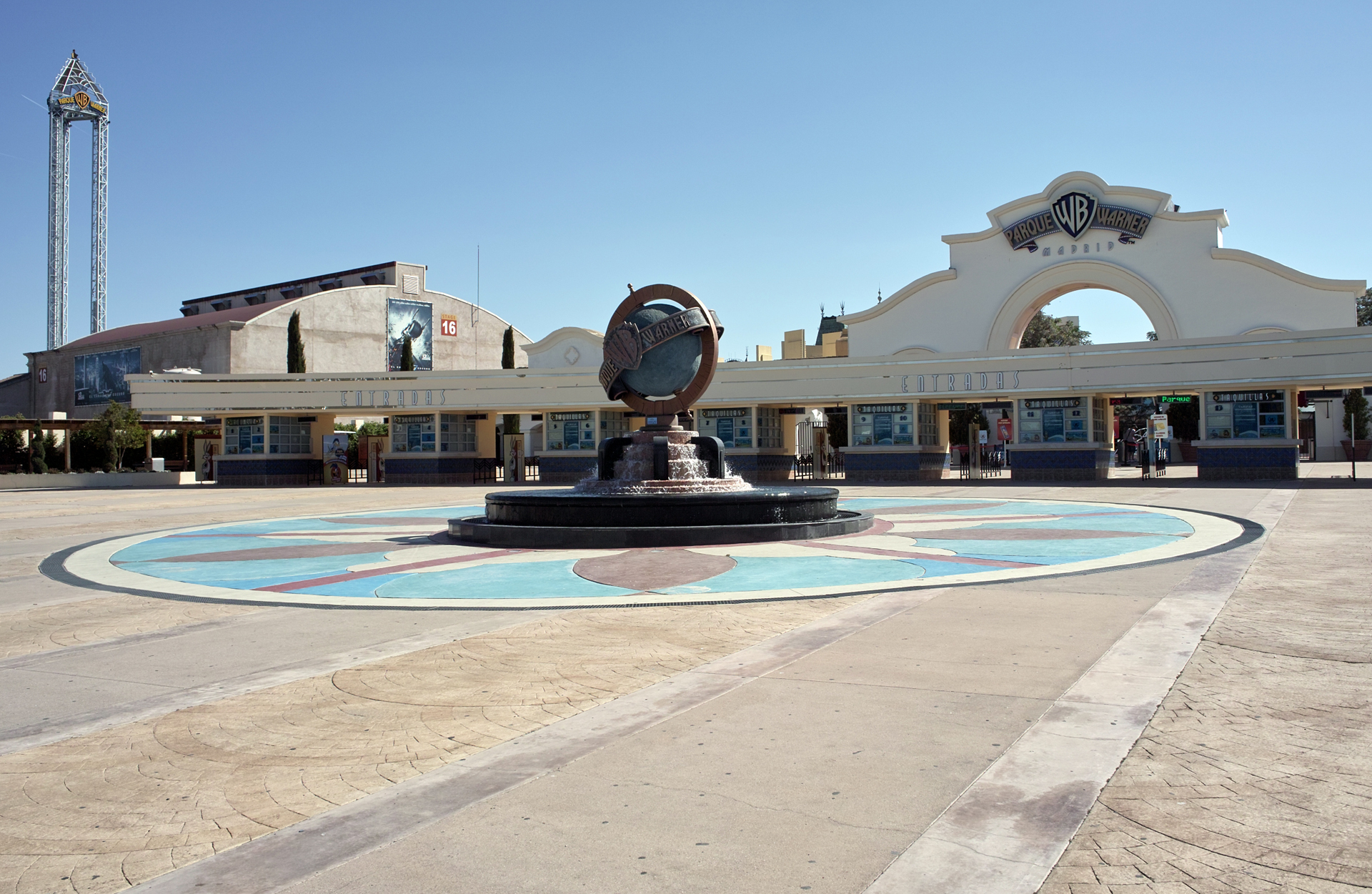
المدخل الرئيسي لحديقة وارنر برذرز.

حديقة وارنر برذرز (بالإنجليزية: Warner Bros. Movie World Madrid or Warner Bros. Park)‏ مدينة ملاهي من أكبر مدن الملاهي بأوروبا. تقع في بلدية سان مارتين دي لا فيغا على بعد 25 كم جنوب شرق مدريد، بإسبانيا.